# Habronestes australiensis
Habronestes australiensis är en spindelart som först beskrevs av O. Pickard-Cambridge 1869.  Habronestes australiensis ingår i släktet Habronestes och familjen Zodariidae. Inga underarter finns listade i Catalogue of Life.